# Militärrabbiner

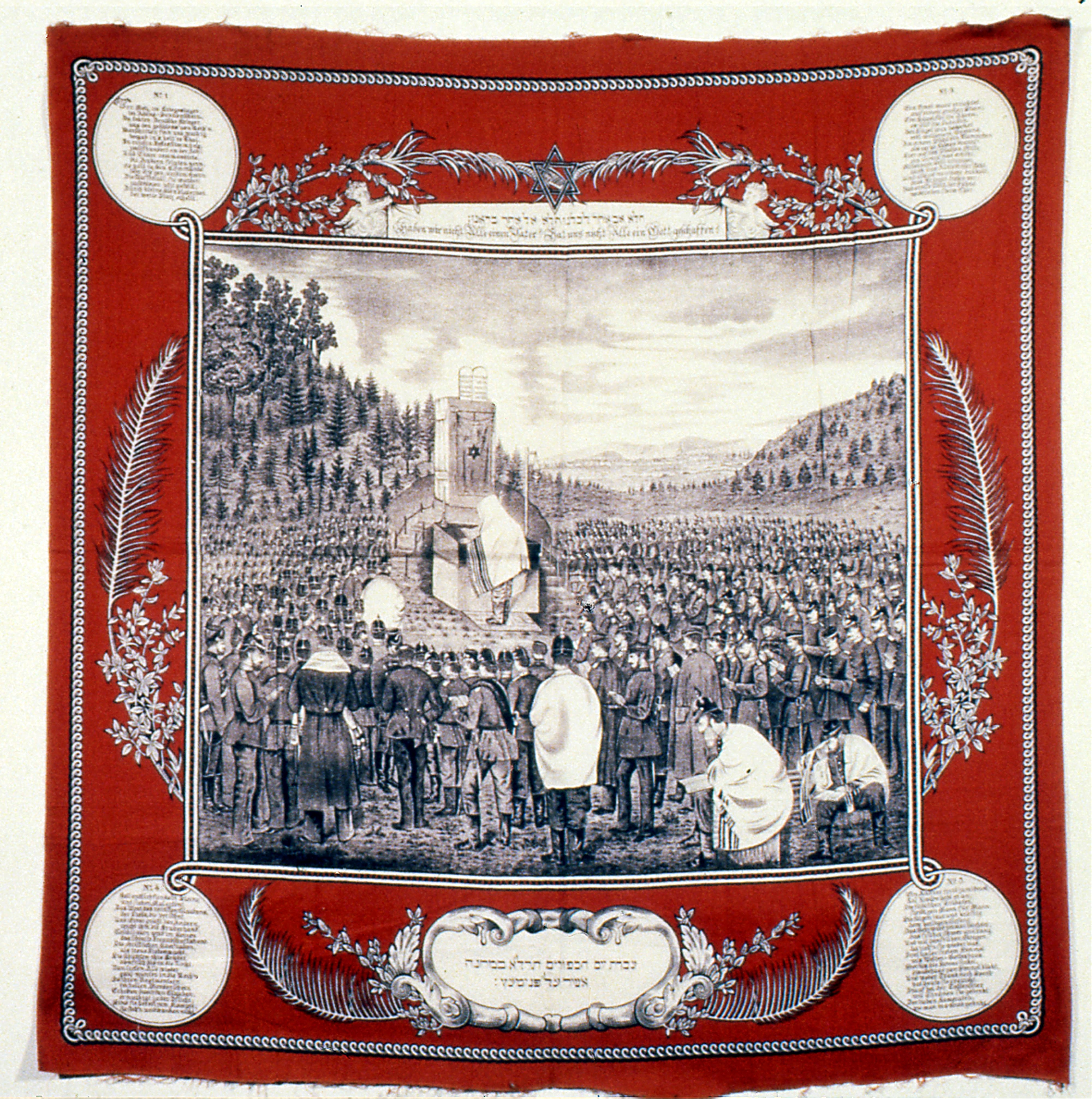
Jüdische Soldaten in der deutschen Armee begehen Jom Kippur am 5. Oktober 1870 (10. Tischri 5631) während des Deutsch-Französischen Krieges. The Feuchtwanger Collection, Israel-Museum, Jerusalem.

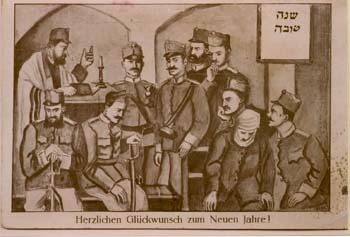
Jüdische Soldaten an Rosch ha-Schana (Neujahrsfest) während des Ersten Weltkriegs, 1914–1918

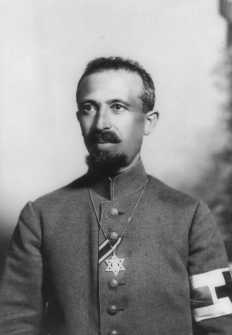
Aron Tänzer aus Göppingen als deutscher Feldrabbiner im Ersten Weltkrieg mit dem EK II am Bande im zweiten Knopfloch der Uniformjacke und Davidstern an der Halskette

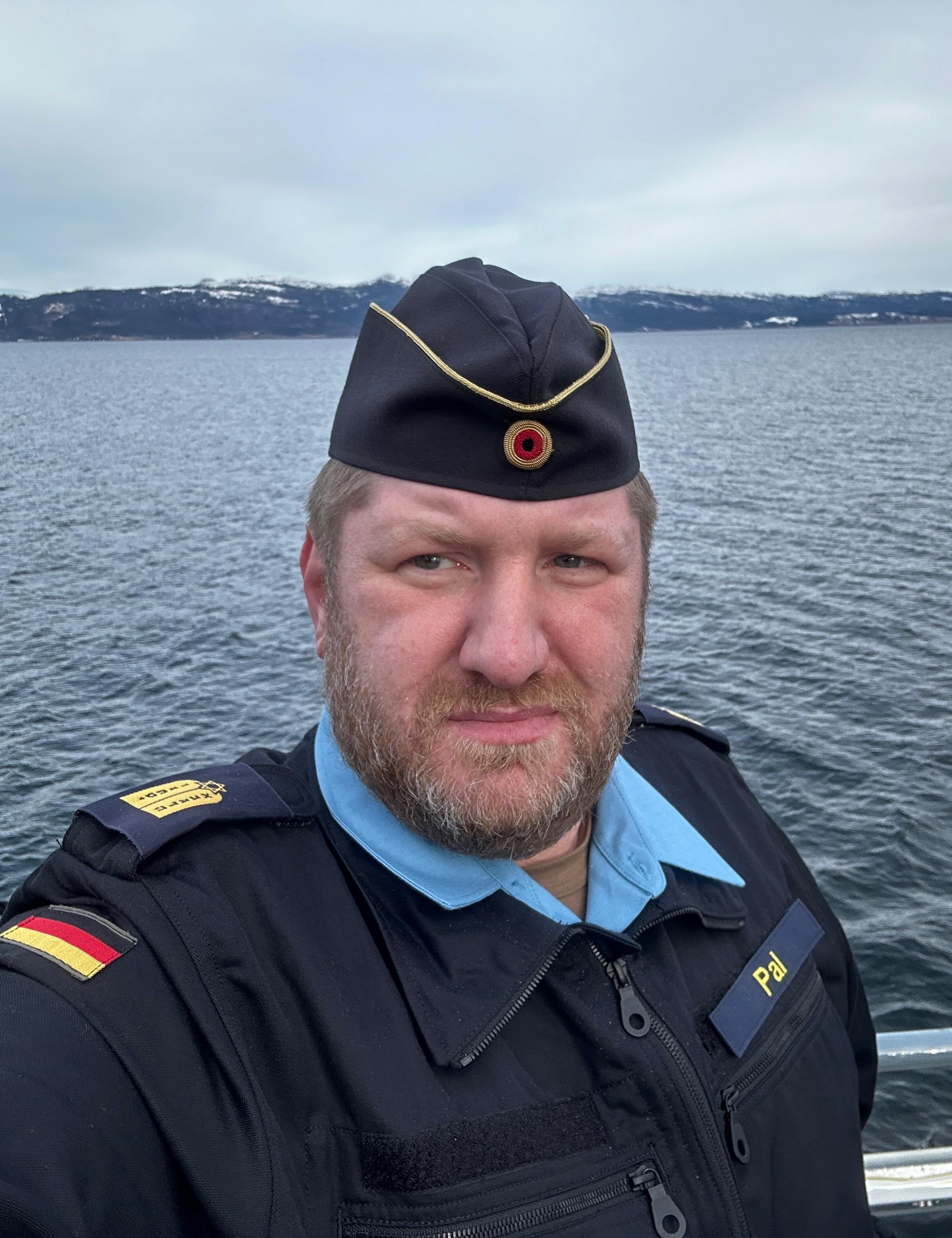
Konstantin Pal, erster hauptamtlicher Militärrabbiner der Bundeswehr, an Bord des Versorgungsschiffes Donau (Frühjahr 2024)

In vielen Ländern sind Militärrabbiner in der Militärseelsorge tätig und bieten seelsorgerische Betreuung insbesondere für jüdische Soldaten an. Der Deutsche Bundestag hat am 28. Mai 2020 einstimmig beschlossen, dass die Bundeswehr Militärrabbiner für die etwa 300 Soldaten jüdischen Glaubens einführt.

## Historie
Feldrabbiner waren Rabbiner in der Seelsorge des Militärs. Feldrabbiner wurden unter anderem in den Streitkräften Österreich-Ungarns und des deutschen Kaiserreiches eingesetzt.
Im deutschsprachigen Raum wurde das Feldrabbinat zuerst 1875 bei der Militärseelsorge der Österreichisch-Ungarischen Landstreitkräfte eingeführt. Im genannten Jahr wurde
Alexander Kisch zum ersten Feldrabbiner der Reserve der k.u.k. Armee ernannt und organisierte die in Friedenszeiten gültige Struktur der jüdischen Militärseelsorge in Österreich.

## Deutschland

### Kaiserreich
Beim deutschen Heer wurde das Feldrabbinat erst zu Beginn des Ersten Weltkrieges eingeführt. Bekanntester Feldrabbiner des Deutschen Heeres wurde Leo Baeck. Insgesamt sind heute um die dreißig deutsche Feldrabbiner aus der Zeit des Ersten Weltkrieges bekannt. Der Verband der Deutschen Juden gab eigens eine besondere Feld-Bibel heraus.
Die deutschen Feldrabbiner des Ersten Weltkrieges trugen die feldgraue Heeresuniform mit einer Armbinde mit rotem Kreuz. Der Davidstern wurde dazu an einer Halskette getragen. Erstmals nach rund 100 Jahren Pause und 75 Jahre nach dem Holocaust können ab 2020 deutsch-jüdische Soldaten wieder durch Rabbiner betreut werden.

### Bundesrepublik
Am 2. April 2019 erklärte das Bundesministerium der Verteidigung, dass die Bundeswehr Militärrabbiner für die etwa 300 jüdischen Soldaten einführen wird. Dazu solle ein Staatsvertrag zwischen der Bundesrepublik Deutschland und dem Zentralrat der Juden in Deutschland ausgehandelt werden. Die Unterzeichnung des Staatsvertrags erfolgte im Rahmen des Jüdischen Gemeindetages, der vom 19. bis 22. Dezember 2019 in Berlin stattfand. Nach der Unterzeichnung des Staatsvertrags brauchte es noch die Umsetzung durch den Gesetzgeber. Nachdem der Bundestag dies beschlossen hat, werden zehn Rabbiner in der Bundeswehr als Beamte auf Zeit seelsorgerliche Verantwortung übernehmen. Das Gesetz sieht 48 Dienstposten für das Militärrabbinat vor und beziffert die jährlichen Kosten auf rund 4,67 Millionen Euro. Bei Bedarf kann die Zahl aufgestockt werden. Die Auswahl der Rabbiner werde voraussichtlich im Herbst 2020 beginnen. In Hamburg und München, später auch in Frankfurt am Main und Leipzig sind Außenstellen des Rabbinats geplant.

#### Militärbundesrabbiner
An der Spitze des Militärrabbinats in Berlin steht der Militärbundesrabbiner, der vom Zentralrat der Juden bestimmt wird und die bis zu zehn Militärrabbiner führt. Erster Militärbundesrabbiner ist seit dem 21. Juni 2021 der orthodoxe Landesrabbiner von Sachsen, Zsolt Balla.
Militärgeistliche aller Konfessionen sind keine Soldaten der Bundeswehr. Daher haben sie keine militärischen Dienstgrade und tragen auch weder Dienstgradabzeichen noch Uniformen. Im Feld tragen sie aber die Bekleidung der Bundeswehr als Schutzkleidung und – um sie von den Soldaten zweifelsfrei zu unterscheiden – besondere Aufschiebeschlaufen. Diese zeigen den Davidstern und die nummerierten Steintafeln mit den Zehn Geboten. 2022 wurde Konstantin Pal erster hauptamtlicher Militärrabbiner der Bundeswehr und war damit der erste deutsche Militärrabbiner seit Ende des Ersten Weltkrieges. Vor dem Hintergrund des russischen Überfalls auf die Ukraine diente er an Bord des Versorgungsschiffes Donau bei einer Minensuchübung in der Ostsee.

Aufschiebeschlaufe des Militärrabbiners im Bereich Heeres-/ Luftwaffenuniformträger
Aufschiebeschlaufe des Rabbiners im Bereich Marineuniformträger

## Israel

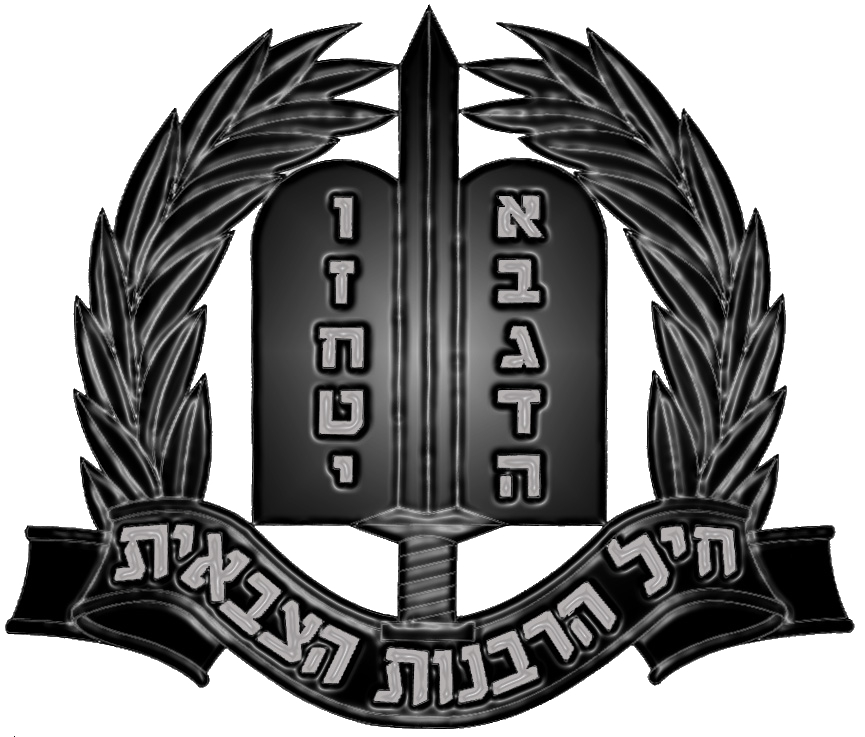
Insigne des Rabbinatskorps der israelischen Streitkräfte

Das Militärrabbinat (hebräisch חיל הרבנות הצבאית Chail HaRabanut HaTzvait) ist eine Einheit der Israelischen Verteidigungsstreitkräfte, die religiöse Dienstleistungen für jüdische und nichtjüdische Soldaten anbietet und in religiösen und militärischen Angelegenheiten entscheidet. Das Militärrabbinat wird vom Obersten Militärrabbiner geleitet, der den Rang eines Brigadegenerals bekleidet.
In jeder Einheit oder Militärbasis gibt es Militärrabbiner, die die Verantwortung für die Durchführung oder Koordinierung von Gottesdiensten, die Überwachung der koscheren Küche und die Aufrechterhaltung des Synagogenbetriebs übernehmen. Aktive Militärangehörige können Vertreter des Militärrabbinats bitten, Heiratszeremonien und die Brit Mila (Beschneidungszeremonien) durchzuführen. Die Einheit überwacht auch die rechtliche und religiöse Bestätigung von Ehen und Scheidungen von Soldaten während ihres Militärdienstes.
Das Militärrabbinat ist für die Beisetzung der Leichen von Soldaten gemäß den religiösen Vorschriften verantwortlich, einschließlich der Identifizierung und der Obduktion von Leichen sowie der Durchführung von militärischen Begräbnissen. Das Militärrabbinat koordiniert auch die Bestattung feindlicher Soldaten und das Exhumieren von Leichen in Verbindung mit dem Gefangenenaustausch.
Das Militärrabbinat wurde 1948 von Rabbiner Schlomo Goren gegründet, der es bis 1968 leitete. Der derzeitige Oberrabbiner ist Eyal Karim.

## USA

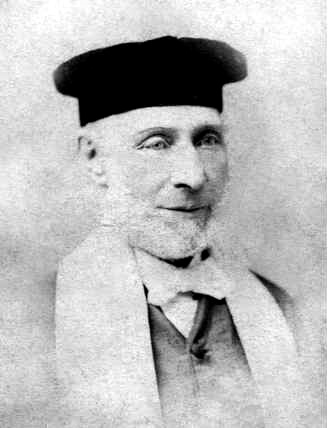
Jacob Fränkel, 1. Militärrabbiner der USA

Erster offizieller Militärrabbiner der USA wurde am 18. September 1862 während des Amerikanischen Bürgerkrieges der aus Deutschland eingewanderte Jacob Fränkel (1808–1887). Während des Ersten Weltkriegs dienten 250.000 Soldaten jüdischen Glaubens in der Amerikanischen Armee. 25 Militärrabbiner betreuten diese Soldaten. Während des Zweiten Weltkriegs gab es 311 jüdische Militärrabbiner für 550.000 Soldaten jüdischen Glaubens, davon gehörten 147 der konservativen Glaubensrichtung an, 96 dem Reformjudentum und 68 gehörten dem orthodoxen Glauben an. Während des Koreakriegs waren 100 Militärrabbiner im Einsatz. In allen folgenden kriegerischen Auseinandersetzungen waren Militärrabbiner im Einsatz.